# Авиация Первой мировой войны
Авиация Первой мировой войны — воздушные войска (силы) вооружённых сил государств, применявшиеся на всех фронтах войны в её течении.
Отличительными чертами была сравнительная архаичность конструкций аппаратов и быстрое их улучшение. Во время войны авиация была представлена дирижаблями, самолётами и воздушными шарами.

## Применение
В Первой мировой войне авиация применялась для достижения трёх целей: разведки, бомбардировки и истребления авиации противника. Ведущие мировые державы добились больших результатов в ведении боевых действий с помощью авиации.

## Авиация Центральных Держав

### Авиация Австро-Венгрии
Консервативное австро-венгерское военное руководство не придавало авиации серьёзного значения. Предприятия по производству самолётов в стране были весьма малочисленны, а недостача авиационного парка покрывалась в основном за счёт самолётов германского производства. К началу войны ВВС Австро-Венгрии имели лишь около 30 единиц самолётов и порядка восьми десятков пилотов.

### Авиация Болгарии
Поражение Болгарии во Второй Балканской войне 1913 года негативно повлияло на дух гражданского населения и солдат страны. Особое внимание стало уделяться модернизации армии, где был проведен ряд реформ для улучшения боевой тактики и тыловых служб.
В августе 1913 года вместо существовавших самолетно-воздушных формирований были созданы самолетная рота и воздушная рота, а также соответствующие подразделения технического обслуживания.  В 1914 году было основано Болгарское авиационное училище для подготовки летчиков, наблюдателей, навигаторов и механиков. К началу Первой мировой войны болгарские ВВС располагали 10 самолетами и 8 летчиками.
В 1915 году болгарские ВВС пополнились немецкими истребителями "Фоккер" и разведывательными самолетами. Была создана зенитная артиллерия. В 1916-1917 годах болгарская авиация активно участвовала в боевых действиях на Салоникском фронте, осуществляя разведывательные полеты, бомбардировки и воздушные бои. Особенно отличились летчики Продан Таракчиев и Владимир Балан. К концу 1917 года болгарские летчики совершили 529 боевых вылетов.
В 1918 году из-за нехватки финансов и трудностей с подготовкой летчиков болгарские ВВС оказались в тяжелом положении, уступая противнику по количеству и качеству самолетов. Тем не менее, они продолжали боевые действия вплоть до битвы при Добро Поле осенью 1918 года. За 1915-1918 годы болгарские ВВС использовали 91 самолет различных типов, их летчики совершили 1272 боевых вылета и приняли участие в 67 воздушных боях. Согласно Нёйискому договору 1919 года, болгарская авиация была фактически уничтожена.

### Авиация Германии
Авиация ВС Германии — вторая по численности авиация в мире на начало Первой мировой войны. Насчитывала около 220—230 самолётов. Но это были устаревшие самолёты типа «Таубе», авиации предоставлялась роль транспортных средств (тогда самолёты могли перевозить 2 — 3 человек). Расходы на неё в немецкой армии составляли 322 тысячи марок.
Во время войны немцы проявили большое внимание к развитию своих воздушных сил, одними из первых оценив то влияние, которое война в воздухе оказывает на войну на земле. Немцы стремились обеспечить себе превосходство в воздухе за счёт максимально быстрого внедрения в авиацию технических новшеств (например, самолётов-истребителей) и в определенный период с лета 1915 года по весну 1916 года практически удерживали господство в небе на фронтах.
Большое внимание также уделялось немцами стратегическим бомбардировкам. Германия была первой страной, применившей военно-воздушные силы для нападения на стратегические тылы противника (заводы, населённые пункты, морские гавани). С 1914 года сначала германские дирижабли, а затем — многомоторные бомбардировщики регулярно проводили бомбардировки тыловых объектов Франции, Великобритании и России. В частности, 8 сентября 1915 года Германская Империя провела успешную крупную бомбардировку Лондона, нанеся существенный экономический ущерб и посеяв панику среди населения.
Значительную ставку Германия сделала на жесткие дирижабли. За время войны было построено более 100 жестких воздушных кораблей конструкции Цеппелина и Шютте-Ланца. До войны немцы в основном планировали применять дирижабли для авиаразведки, но быстро оказалось, что над сушей и в дневное время дирижабли слишком уязвимы.
Основной функцией тяжёлых дирижаблей стало морское патрулирование, разведка на море в интересах морского флота и дальние ночные бомбардировки. Именно дирижабли Цеппелина впервые воплотили в жизнь доктрину дальних стратегических бомбардировок, производя налёты на Лондон, Париж, Варшаву и другие тыловые города Антанты. Хотя эффект применения, исключая отдельные случаи, был в основном, моральным, мероприятия по затемнению, воздушные тревоги существенно нарушили работу не готовой к такому промышленности Антанты, а необходимость организации ПВО привела к отвлечению сотен самолётов, зенитных орудий, тысяч солдат от линии фронта.
Тем не менее, появление в 1915 году зажигательных пуль, позволяющих эффективно поражать наполненные водородом цеппелины, в итоге привело к тому, что с 1917 года, после больших потерь в финальных стратегических налётах на Лондон, дирижабли стали использоваться только для морской разведки.

### Авиация Османской империи
Авиация Османской Империи находилась в зачаточном состоянии. Хотя турки начали развивать боевую авиацию с 1909 года, технологическая отсталость и крайняя слабость промышленной базы Османской Империи привели к тому, что Первую Мировую Турция встретила с очень небольшими военно-воздушными силами. После вступления в войну, турецкий авиапарк пополнился более современными германскими самолётами. Пика своего развития — 90 машин в строю и 81 пилота — турецкие ВВС достигли в 1915 году.
Авиастроение в Турции отсутствовало, весь парк машин обеспечивался поставками из Германии. Около 260 аэропланов было поставлено из Германии в Турцию за 1915—1918 года: кроме того, некоторое количество трофейных машин восстанавливалось и использовалось.
Несмотря на слабость материальной части, турецкие ВВС показали себя достаточно эффективно во время Дарданельской операции и в боях в Палестине. Но с 1917 года, поступление на фронт в больших количествах новых истребителей англичан и французов и истощение ресурсов Германии привели к тому, что турецкие ВВС были практически истощены. Попытки изменить положение предпринимались в 1918 году, но не завершились из-за произошедшей революции.

## Авиация Антанты и её союзников

### Авиация Австралии
В 1914 году Австралия имела всего две учебные авиаэскадрильи и пять тренировочных самолетов на авиабазе в Пойнт-Кук. Тем не менее, Австралия стала единственным британским доминионом, создавшим собственный авиакорпус (AFC) для участия в войне в составе Австралийских имперских сил.
Первым подразделением AFC, отправленным на фронт в марте 1916 года, стала 1-я эскадрилья, направленная на Ближний Восток. К концу 1917 года были сформированы еще три эскадрильи — 2-я, 3-я и 4-я для действий во Франции. Кроме того, четыре учебные эскадрильи в Англии составили Австралийское учебное крыло для подготовки пилотов на Западный фронт. До прибытия 1-й эскадрильи на Ближний Восток, австралийские летчики уже участвовали в боях в Месопотамии в 1915 году в составe «Mesopotamian Half Flight» — отряда из четырех офицеров и 41 человека. На Западном фронте австралийские эскадрильи, вступившие в бой в 1917-1918 годах, уже использовали современные истребители, такие как Bristol Fighter и Sopwith Camel. К концу войны AFC насчитывал около 2700 человек личного состава.
Австралийские пилоты и наблюдатели, многие из которых ранее служили в сухопутных войсках, сыграли важную роль в воздушных операциях, включая разведку, корректировку артиллерийского огня, бомбардировку и борьбу с вражескими самолетами. Наиболее результативным австралийским асом стал капитан Гарри Кобби, сбивший 29 вражеских самолетов. После капитуляции Германии в ноябре 1918 года австралийские эскадрильи вернулись в Австралию в начале 1919 года, потеряв 178 человек убитыми. Опыт, полученный в AFC во время Первой мировой, способствовал дальнейшему развитию австралийских ВВС.

### Авиация Армении
Лётчики-армяне вместе с русскими авиаторами воевали с Османской империей на Кавказском фронте и на других фронтах. Среди них Александр Топчян, воздухоплаватель с 1902 года, Артем Кациян, участник первых авиационных соревнований в Германии в 1909 году, Аршак Каспарянц, лётчик с 1913 года. После обретения независимости, Первая Республика Армения получила первый армянский авиаотряд в 1918 году после распада Кавказского фронта Российской Империи из остатков неисправных самолётов 3-го Кавказского авиаотряда. Командовал им лётчик Михаил Сундукян. Однако, единственная боеспособная машина, полученная в Тифлисе, разбилась при посадке в Карсе.

### Авиация Бельгии
Бельгия имела в общей сложности 16 боевых самолетов, она состояла из летной школы и четырех эскадрилий: две для укрепленных позиций в Антверпене и две для Намюра и Льежа. Приказ о мобилизации авиаторской роты был опубликован 29 июля 1914 года в «Официальном военном журнале». Подразделение получило подкрепление в виде восьми гражданских пилотов. После всего пяти дней боев треть самолетов уже вышла из строя. В начале войны бельгийские самолеты подвергались обстрелу со стороны собственных войск, поэтому на каждом самолете была нанесена кокарда национальных цветов. После падения Антверпена лётчики отступили в Кале через Синт-Денейс-Вестрем и Остенде. Помимо корректировки артиллерийского огня, бельгийские самолеты совершили свои первые бомбардировки во время Битвы на Изере.
С 1915 года миссии бельгийской военной авиации расширились. Самолеты регулярно корректировали огонь артиллерии, бомбили вражеские позиции, поддерживали связь с пехотой и фотографировали линию фронта. Они также охотились за вражескими самолетами, пролетающими над союзническими позициями. Тем временем рота авиаторов переехала в свободную Бельгию и использовала аэродромы вблизи Ла-Панне и Хоутема. 20 марта 1915 года компания была реорганизована и переименована в Военную авиацию. Летная школа возобновила работу на аэродроме Этамп во Франции.  
Начались первые воздушные бои. Пьер Ригхо стал первым бельгийским пилотом, погибшим в воздушном бою. Фернан Жаке и Гарри Виндевогель одержали первую официальную победу бельгийцев над немецким самолетом. В ходе войны бельгийские эскадрильи специализировались: четыре на разведке, две на воздушных боях. Новая эскадрилья гидросамолетов приняла участие в африканской кампании. В начале 1918 года военная авиация вновь была реорганизована в группу из трех истребительных эскадрилий и группу из семи разведывательных эскадрилий, по одной для Главного штаба и по одной для каждой из шести армейских дивизий.

### Авиация Бразилии
В начале Первой мировой войны авиация Бразилии находилась на зачаточном этапе развития. На Межсоюзнической конференции в Париже в декабре 1917 года было решено, что Бразилия отправит группу летчиков для прохождения курса обучения и последующего участия в боевых вылетах.
Первая группа бразильских морских летчиков отправилась в Великобританию в январе 1918 года для прохождения подготовки в Королевских ВВС. Они прошли курсы пилотирования самолетов и гидросамолетов в учебных центрах RAF в Истборне и Ли-он-Солент. После завершения обучения бразильцы были включены в 237-ю и 238-ю эскадрильи RAF, базировавшиеся в Плимуте и осуществлявшие противолодочное патрулирование в Ла-Манше. Летая на гидросамолетах, они участвовали в поисках и уничтожении немецких подлодок.
Другая группа бразильских летчиков проходила обучение в Италии, где они обучались противолодочному патрулированию, бомбардировкам и торпедным атакам. В США для подготовки в Авиационной службе ВМС США направились трое бразильских летчиков, которые после обучения участвовали в противолодочном патрулировании в Северной Атлантике. Хотя участие бразильских летчиков в боевых действиях было скромным, опыт, полученный в ведущих авиационных школах того времени, способствовал становлению военной авиации Бразилии. После войны Бразилия пригласила французских и американских инструкторов для дальнейшего развития своих ВВС.

### Авиация Великобритании
Британия была первой страной, выделившей свои военно-воздушные силы в отдельный род войск, не подконтрольный армии либо флоту. Королевские Военно-Воздушные Силы (англ. Royal Air Force (RAF)) были сформированы 1 апреля 1918 года на базе предшествующего Королевского лётного корпуса (англ. Royal Flying Corps (RFC)).
Великобритания заинтересовалась перспективой применения летательных аппаратов на войне еще в 1909 году и добилась в этом значительных успехов (хотя и несколько отставала в это время от признанных лидеров — Германии и Франции). Так, уже в 1912 году фирма «Виккерс» разработала экспериментальный аэроплан-истребитель, вооруженный пулемётом. «Vickers Experimental Fighting Biplane 1» был продемонстрирован на манёврах в 1913 году, и хотя в то время военные заняли выжидательную позицию, именно эти работы легли в основу первого в мире аэроплана-истребителя Vickers F.B.5, поднявшегося в воздух в 1915 году.
К началу войны, все британские ВВС были организационно сведены в Королевский лётный корпус, разделявшийся на морскую и армейскую ветви. В 1914 году, RFC состоял из 5 эскадронов, насчитывавших в сумме около 60 машин. За время войны, их число резко выросло и к 1918 году RFC состоял из более чем 150 эскадронов и 3 300 аэропланов, став в итоге крупнейшими на тот момент ВВС мира.
В ходе войны, RFC решал разнообразные задачи, от воздушной разведки и бомбардировки до заброски шпионов за линию фронта. Летчики RFC стали первооткрывателями многих отраслей применения авиации, как-то первое применение специализированных истребителей, первое аэрофотографирование, штурмовка позиций противника в поддержке войск, заброска диверсантов и защита собственной территории от стратегических бомбардировок.
Британия стала также единственной кроме Германии страной, активно развивавшей авиапарк дирижаблей жесткого типа. Еще в 1912 году в Великобритании был построен первый жесткий дирижабль R.1 «Mayfly», но из-за повреждений при неудачном выводе из эллинга он так никогда и не поднялся в воздух. Во время войны, в Британии было построено значительное количество жестких дирижаблей, но по разным причинам их военное применение началось лишь в 1918 году и было чрезвычайно ограниченным (дирижабли использовались лишь для противолодочного патрулирования и имели лишь одно столкновение с противником)
С другой стороны, британский парк мягких дирижаблей (насчитывавший к 1918 более 50 воздушных кораблей) применялся очень активно для противолодочного патрулирования и сопровождения конвоев, добившись значительных успехов в борьбе с немецкими субмаринами.

### Авиация Гватемалы
В 1912 году правительство Гватемалы основало Авиационную школу с одним бипланом Moisant. Однако военная авиация появилась в 1914 году, когда был основан Корпус армейской авиации с самолетом Bleriot XI. В 1918 году Гватемала получила несколько французских самолетов, которые были доставлены в страну французской воздушной миссией. Гватемальские пилоты должны были пройти обучение на трех самолетах Breguet 14, чтобы сражаться вместе с французскими войсками в Первой мировой войне. Однако война закончилась до того, как пилоты завершили обучение, поэтому эти три самолета были возвращены во Францию. Итало-гватемальский инструктор первой авиационной школы в Гватемале Данте Наннини Сандовал вступил в итальянскую армию в качестве летчика-добровольца. Он совершил множество боевых вылетов и сбил три вражеских самолета и аэростат.

### Авиация Греции
После вступления Греции в Первую мировую войну на стороне Антанты в 1917 году открылись новые перспективы для организации военной и морской авиации страны. По завершении подготовки личного состава в летных школах Седес и Мудрос были сформированы первые греческие военно-воздушные подразделения.
Основными силами греческих ВВС стали 531-я истребительная эскадрилья, а также 532-я и 533-я разведывательно-бомбардировочные эскадрильи. Они непрерывно осуществляли вылеты над линией фронта, выполняя патрулирование, воздушную разведку, аэрофотосъемку, сбор разведданных и штурм вражеских позиций.
Морской авиационный корпус с 2-й эскадрильей проводил ночные рейды вблизи границы, противолодочное патрулирование, нанесение ударов по важным целям противника, а также вступал в воздушные бои. Наиболее значимыми операциями стали ночные налеты на полуостров Галлиполи-Константинополь в июне 1917 года, массированные бомбардировки позиций противника, налет на немецкие крейсера «Гебен» и «Бреслау», непрерывная авиационная поддержка в битве при Скра-ди-Легене и бомбардировка Смирны. Всего погибло 17 греческих лётчиков.

### Авиация Италии
Хотя до войны итальянская авиация не числилась в списке сильнейших, за время конфликта с 1915—1918 год она пережила бурный взлёт. Это было во многом обусловлено географической особенностью театра военных действий, когда позиции основного противника (Австро-Венгрии) были отделены от Италии труднопреодолимым, но сравнительно узким барьером Адриатики.
Италия также стала первой после Российской Империи страной, массово применившей в боевых действиях многомоторные бомбардировщики. Трехмоторный Caproni Ca.3, впервые поднявшийся в воздух в 1915 году, стал одним из лучших бомбардировщиков той эпохи, он был построен более чем в 300 экземплярах, и производился по лицензии в Великобритании и США.
В годы войны, итальянцы также активно применяли для бомбардировочных операций дирижабли. Слабая защищенность стратегических тылов Центральных Держав способствовала успехам подобных налётов. В отличие от немцев, итальянцы делали ставку на небольшие высотные мягкие и полужесткие дирижабли, уступавшие цеппелинам в дальности и боевой нагрузке. Так как австрийская авиация, в целом, была достаточно слаба и к тому же рассредоточена по двум фронтам, итальянские аппараты применялись до 1917 года.

### Авиация Канады
К началу Первой мировой войны в августе 1914 года авиация находилась в зачаточном состоянии. В Канаде были открыты несколько частных летных школ для подготовки пилотов, крупнейшей из которых была Кертисс флайнг скул в Торонто. Компания Canadian Aeroplanes Ltd. в Торонто производила учебные самолеты JN-4 для этой программы обучения. Не имея собственных ВВС до последнего месяца войны, Канада направила 22 000 человек для службы в британских военно-воздушных силах. К ноябрю 1918 года 25% офицеров Королевских ВВС были канадцами. Еще тысячи канадцев проходили подготовку пилотов и наблюдателей, когда война закончилась.

### Авиация Кубы
Кубинский военно-воздушный корпус был создан 5 июля 1913 года, имея на вооружении один самолет Curtiss Model FS. В апреле 1917 года Куба объявила войну Германии, а 14 сентября 1917 года была сформирована кубинская авиаэскадрилья «Escuadrilla Cubana» для действий во Франции. В сентябре 1918 года кубинские летчики и механики начали подготовку на авиабазе Келли в Сан-Антонио, США. Однако к моменту их обучения Первая мировая война уже закончилась, и в апреле 1919 года кубинцы вернулись на родину, так и не приняв участия в боевых действиях. Небольшое количество кубинских летчиков воевало в составе французских войск.

### Авиация Новой Зеландии
Новой Зеландия не имела собственного военно-воздушного корпуса, но около 800 новозеландцев служили в Королевском лётном корпусе (RFC), Королевской морской авиации (RNAS) и Королевских ВВС (RAF) во время Первой мировой войны, еще около 60 человек — в Австралийском авиакорпусе (AFC).
Около 200 новозеландцев самостоятельно добирались до Великобритании для вступления в авиачасти, около 300 перевелись из других британских подразделений или Новозеландского экспедиционного корпуса. В самой Новой Зеландии две частные лётные школы по договорённости с армией подготовили более 250 пилотов по стандартам Королевского авиаклуба к концу войны, 225 из них отправились в Британию. Около 80% новозеландских лётчиков служили лётным составом, остальные — наблюдателями, на вспомогательных и технических должностях. Большинство были офицерами или кадетами, обучавшимися на пилотов. Лишь около 250 новозеландцев непосредственно служили в боевых эскадрильях. Многие лётчики погибали при авариях на ранних этапах обучения. Из тех, кто прошёл подготовку, далеко не все выдерживали перегрузки боевых вылетов. Новозеландские пилоты отличились в различных ролях — истребительной авиации, бомбардировочной, разведывательной. Как минимум 15 человек считаются асами, сбившими 5 и более вражеских самолётов. Наиболее результативными были Рональд Бэннерман и Кит Колдуэлл.
К концу войны потери новозеландских лётчиков составили как минимум 65 человек погибшими, еще около двух десятков попали в плен. После войны некоторые новозеландцы продолжили службу в Королевских ВВС, позже перешли в создаваемые ВВС Новой Зеландии.

### Авиация Ньюфаундленда
Британский доминион Ньюфаундленд не имел собственной авиации на момент начала Первой мировой войны. Первые ньюфаундлендцы вступили в британские летные службы, перейдя из Королевского Ньюфаундлендского полка в Королевский летный корпус в 1915 году. Как минимум 14 ветеранов этого полка стали членами Королевского лётного корпуса, хотя один впоследствии вернулся в полк. Ещё семь ньюфаундлендцев напрямую вступили в Королевский лётный корпус или Королевские ВВС, некоторые в Британии, а некоторые путем поездки в Канаду для обучения. Из примерно 21 пилота и наблюдателя два были награждены за отличную службу: капитан Виктор С. Беннетт получил французский Крест Военных Заслуг, а капитан Рональд Х. Эйр — Военный Крест.
После окончания Первой мировой войны Ньюфаундленд стал важным местом для ранних попыток совершить первые трансатлантические авиаперелеты. Однако сами ньюфаундлендцы в основном оставались наблюдателями, пока пилоты из США, Великобритании, Канады и Австралии использовали Ньюфаундленд в качестве отправной точки для доставки авиапочты, аэрофотосъемки и поиска стад тюленей для ежегодного промысла. Единственным ньюфаундлендцем, активно участвовавшим в этой деятельности после войны, был Рой С. Гранди, ветеран Королевского Ньюфаундлендского полка и Королевских ВВС, который ненадолго присоединился к зарождающимся Королевским Канадским ВВС. В 1923 году он покинул только что созданные Королевские Канадские ВВС, чтобы попробовать себя в коммерческих авиаперевозках, но затем вернулся в RCAF в 1925 году.

### Авиация Португалии
Первые шаги по созданию португальских военно-воздушных сил были предприняты в 1912 году, когда министр обороны поручил изучить вопросы закупки самолетов и создания авиационной школы в Португалии. В мае 1914 года был издан декрет об основании такого авиационного учебного заведения, и на следующий год началось строительство его инфраструктуры в Вила-Нова-да-Райнья. Вскоре прибыли первые самолеты и инструкторы.  В конце 1914 года первая группа португальских офицеров была отправлена во Францию для обучения летному делу, ещё три офицера последовали в Великобританию в 1915 году. Они, вместе с недавно поставленными самолетами, приняли участие в маневрах португальского экспедиционного корпуса во Франции осенью 1916 года. К этому времени португальский военно-морской флот также начал проявлять интерес к созданию авиационного подразделения.
Предполагалось, что португальский экспедиционный корпус будет иметь авиационный компонент. Его потенциальные пилоты под командованием лейтенанта Оскара Монтейро Торреса прошли дополнительную подготовку в эскадрилье Королевских ВВС, базировавшейся в Бетюне, в то время как другие тренировались во французской эскадрилье. Однако в итоге отдельная португальская авиаэскадрилья так и не была сформирована. Тем не менее, 13 португальских пилотов совершали боевые вылеты в составе французских ВВС. Португальский лётчик Монтейру Торрес был сбит 19 ноября 1917 года, пилотируя истребитель SPAD 7, был захвачен в плен и скончался в немецком военном госпитале. Небольшое авиационное подразделение, отправленное в Северную Мозамбику в 1917 году, практически не оказало влияния на ход военных действий в этом регионе.

### Авиация России
На момент начала Первой мировой войны Российская империя имела самый крупный воздушный флот в мире из 263 самолётов. При этом авиация находилась в стадии формирования.
К 14 июля в войсках было 3 «Ильи Муромца», единственных в мире на тот момент серийных многомоторных самолёта. Всего же за время войны было произведено 85 экземпляров этого первого в мире тяжёлого бомбардировщика. Тем не менее, несмотря на отдельные проявления инженерного искусства, военно-воздушные силы Российской Империи уступали германским, французским и британским, а с 1916 года — еще и итальянским и австрийским. Основной причиной отставания стало плохое положение дел с производством авиамоторов и нехватка авиаинженерных мощностей. До самого конца войны страна не смогла наладить серийное производство истребителя отечественной модели, вынужденная изготовлять по лицензии иностранные (зачастую, устаревшие) образцы.
По объему своих дирижаблей Россия занимала в 1914 году третье место в мире (сразу после Германии и Франции), но её парк кораблей легче воздуха был в основном представлен устаревшими моделями. Лучшие российские дирижабли Первой мировой были построены за границей. В кампании 1914—1915 годов российским дирижаблям удалось провести всего один боевой вылет, после чего, в связи с техническим износом и невозможностью для промышленности обеспечить армию новыми дирижаблями, работы по управляемому воздухоплаванию были свернуты.
Особое место имела борьба за господство в воздухе в 1916 году.

### Авиация Румынии
К началу войны в августе 1916 года румынские ВВС располагали всего 24 устаревшими невооруженными самолетами вместо необходимых 150. Не было истребительной и бомбардировочной авиации. Первая истребительная эскадрилья была сформирована 30 сентября 1916 года после получения из Франции истребителей Nieuport 11. Бомбардировочные самолеты Фарман-40, 46 и 60 с бомбометами Мишлен на 8 бомб по 10-12 кг поступили весной 1917 года.
После реорганизации в 1917 году по французскому образцу румынские ВВС получили современные истребители Ньюпор разных модификаций, двухмоторные разведчики-бомбардировщики Кодрон G.4 с 6-часовой дальностью полета и бомбардировщики Бреге-14 с 37-мм пушками или бомбометами на 300 кг бомб. Летом 1917 года в ряде сражений румынские летчики не допустили вторжения вражеской авиации, ведя непрерывные воздушные бои. Румынские ВВС насчитывали более 100 современных самолетов и одержали 91 воздушную победу.
За войну румынские бомбардировщики сбросили 75 тонн бомб, зенитчики сбили 55 вражеских самолетов. Всего противник потерял 146 самолетов, сбитых авиацией и зенитной артиллерией. 33 румынских летчика, наблюдателя и механика погибли в авиакатастрофах. 11 летчиков были удостоены высшей воинской награды — ордена Михая Храброго 3 степени.

### Авиация Сербии
В начале Первой мировой войны сербские ВВС располагали шестью пилотами, девятью самолетами и двумя воздушными шарами. Задачей пилотов была разведка направлений продвижения противника. Информация, поставляемая авиацией сербскому командованию, способствовала крупным победам сухопутных войск в битвах. Воздушных боев не было, так как ни австро-венгерские, ни сербские самолеты не были вооружены. В одном случае сербский пилот Миодраг Томич подлетел к вражескому самолету, и австро-венгерские пилоты открыли по нему огонь из пистолетов.
Из-за частых поломок и аварий через несколько месяцев войны у Сербии остался лишь один исправный самолет, и она запросила помощь у союзников. В 1915 году Франция направила эскадрилью из 12 современных самолетов «Морис Фарман», подчиненную сербскому Верховному командованию.
Вражеские самолеты также обстреливались с земли. 30 сентября 1915 года над Крагуевацем был сбит первый самолет над территорией Королевства Сербии нестандартным зенитным орудием, которым управлял наводчик Рака Лютовац. Первым вооруженным сербским самолетом стал «Олуй» — самолет типа «Блерио-11», полученный от французов и оснащенный пулеметом «Шварцлозе».
Во время австрийско-германо-болгарского наступления противник задействовал более 100 самолетов. Сербская армия вынуждена была отступать вместе с французской эскадрильей до Косово. Тогда было принято решение эвакуировать часть раненых и больных самолетами до берегов Адриатики. Среди них был пилот лейтенант Милан Растислав Штефаник, словак. Его эвакуация под командованием сербской армии стала первым в истории авиации случаем использования самолетов для транспортировки раненых и больных.
Сербская авиакоманда была переброшена с Корфу в Микру возле Салоник. Там были организованы школы для обучения пилотов и мастерские по ремонту самолетов.  При помощи союзников в 1916 году была сформирована Сербская авиаэскадрилья из пяти франко-сербских эскадрилий. Первая эскадрилья, состоявшая полностью из сербских, к тому времени уже хорошо подготовленных и опытных пилотов, была сформирована 17 января 1918 года, а 1 мая — вторая сербская эскадрилья. К началу 1918 года сербская авиация располагала 60 самолетами, в том числе современными бомбардировщиками «Бреге-14» и истребителями «Ньюпор» и «Спад». Сербские пилоты участвовали в прорыве Салоникского фронта и сумели сбить около 30 болгарских и немецких самолетов, совершив около 3000 вылетов.

### Авиация Сиама
В состав сиамского экспедиционного корпуса, отправленного во Францию в 1918 году для участия в войне на стороне Антанты, входил авиационный контингент армейского воздушного корпуса численностью 370 человек, включая 113 пилотов. Сиамский авиационный контингент прибыл во Францию в конце июля 1918 года для участия в боевых действиях на стороне Антанты. Поскольку уровень подготовки сиамских летчиков считался недостаточным для боевых действий, было решено провести дополнительную оценку их навыков перед отправкой на фронт. Летный состав должен был пройти медосмотр для определения пригодности к полетам на большой высоте. Из-за нехватки мест во французских авиашколах для обучения сиамских пилотов было выбрано военно-воздушное училище в Истре близ Мирамаса. Рассматривались варианты их использования в прибрежных эскадрильях ВМС или в Марокко, Тунисе и Алжире, где высота полетов не имела решающего значения.
Начальник сиамской военной миссии во Франции запросил, чтобы некоторые сиамские пилоты были прикомандированы к французским эскадрильям на фронте для получения боевого опыта. Затем весной 1919 года они могли бы сформировать отдельное сиамское авиационное подразделение. Французские военные власти согласились с этим предложением, планируя распределить сиамских летчиков группами по три человека в свои эскадрильи. По одним данным, боевого опыта сиамские авиаторы так и не получили, поскольку все ещё проходили обучение, когда в ноябре 1918 года было подписано Компьенское перемирие, по другим тайские пилоты совершили свои первые боевые вылеты в последние недель войны.

### Авиация Соединённых Штатов Америки
Так как Соединённые Штаты долгое время оставались в стороне от войны, их военно-воздушные силы развивались сравнительно медленнее. В результате, к моменту вступления США в мировую войну в 1917 году, их военно-воздушные силы существенно уступали авиации других участников конфликта и примерно соответствовали по техническому уровню положению на 1915 год. Большинство наличных самолётов было разведывательными либо «общего назначения», отсутствовали истребители и бомбардировщики, способные участвовать в воздушных боях на Западном фронте.
Чтобы возможно скорее решить проблему, армия США развернула интенсивное производство лицензионных моделей британских, французских и итальянских фирм. В результате, когда в 1918 году на фронте появились первые американские эскадрильи, они летали на машинах европейских конструкторов. Единственными аэропланами, спроектированными в Америке и участвовавшими в мировой войне, оказались двухмоторные летающие лодки фирмы Curtiss, имевшие отличные для своего времени летные характеристики и интенсивно использовавшиеся в 1918 году для противолодочных патрулей.

### Авиация Франции
Французская авиация показала себя с лучшей стороны. Большая часть изобретений, улучшивших конструкцию истребителя, была сделана французскими лётчиками. Французские лётчики уделяли основное внимание отработке тактических действий авиации, и в основном сосредотачивали своё внимание на противостоянии германским ВВС на фронте.
Стратегические бомбардировки в годы войны французская авиация не производила. Отсутствие пригодных для эксплуатации многомоторных самолётов сдерживало налёты на стратегические тылы Германии (как и необходимость сосредотачивать конструкторские ресурсы на производстве истребителей). Кроме того, французское моторостроение в начале войны несколько отставало от лучшего мирового уровня. К 1918 году французы создали несколько видов тяжёлых бомбардировщиков, включая очень удачный Farman F.60 Goliath, но применить их в действиях не успели.
В начале войны, Франция обладала вторым по объему парком дирижаблей в мире, но по качеству он уступал германскому: французы не имели на вооружении жестких дирижаблей, подобных цеппелинам. В 1914—1916 годах, дирижабли довольно активно использовались для разведки и бомбардировочных операций, но их неудовлетворительные летные качества привели к тому, что с 1917 года все управляемое воздухоплавание было сосредоточено только в военно-морском флоте на патрульной службе.

### Авиация Черногории
В Черногории не было авиации и лётчиков на момент начала войны. Первые военные летчики получили подготовку и образование во Франции во второй половине Первой мировой войны. Они были молодыми людьми, учившимися на гражданских факультетах во Франции и Германии, которые по рекомендации черногорского правительства вступили добровольцами в союзные вооруженные силы.
Наиболее известным был Павле Матанович, считающийся первым известным черногорским военным пилотом. Получив образование в престижных университетах, в 1914 году он присоединился к черногорской армии, а в 1915 году был прикомандирован к французской артиллерии в Черногории. После распада черногорской армии в 1916 году Матанович вступил во французские ВВС добровольцем. Он сбил два вражеских самолета, но погиб в июле 1917 года после воздушного боя.
Кроме Матановича, во Франции училось летному делу несколько других черногорцев — Велимир Дабанович, Илия Мартинович, Саво Микич, Петар Попович, Владислав Самарджич и Саво Вукотич. Некоторые из них также сражались в составе французской авиации на Салоникском фронте.

### Авиация Чехословацкого легиона
Хотя большинство чехословацких лётчиков воевало в составе австро-венгерских сил, другая группа чехов и словаков вступала в ряды иностранных военно-воздушных формирований, сражаясь против Центральных держав. В 1916 году чешский генерал Милан Растислав Штефаник пытался сформировать первую чехословацкую авиароту во Франции. Однако развернуть всех чехословацких пилотов в одной эскадрилье не вышло. Несмотря на небольшую численность, несколько чехословацкий пилотов, таких как Ян Гофман и Вилем Становский, погибли в воздушных боях. Шесть пилотов и три наблюдателя чешского происхождения дезертировали на своих австрийских самолетах в Италию. Но им не разрешили создать самостоятельное подразделение чешских ВВС вместе с одиннадцатью добровольцами из числа военнопленных. Чешские лётчики не участвовали в боевых действиях на Итальянском фронте – они проходили подготовку только на итальянских самолетах.
Только Чехословацкому легиону в России удалось создать собственную авиационную часть в 1918 году. Отряд получил несколько самолётов от Франции и России, но в ходе отступления на Восток большинство самолётов пришлось оставить. После образования Чехословакии в 1918 году, чехословацкие лётчики из различных иностранных формирований вернулись на родину и стали основой новых Чехословацких военно-воздушных сил.

### Авиация Эквадора
Первые шаги в создании авиации в Эквадоре были предприняты в 1910 году, когда в Гуаякиле открылась первая лётная школа «Club de Tiro y Aviacion». Итало-эквадорец Козимо Реннелла был отправлен на подготовку пилотов в Италию. Реннелла служил лётчиком в итальянских ВВС во время Первой мировой войны и имеет 7 подтвержденных воздушных побед. В 1920 году, уже после окончания Первой мировой, Реннелла возглавил военную авиационную миссию в Эквадоре и подготовил первых эквадорских военных пилотов, прошедших обучение в Итальянской лётной школе в Турине.

### Авиация Южно-Африканского Союза
Первый интерес Южно-Африканского Союза к военной авиации возник в 1912 году, когда генерал Христиан Бейерс был отправлен наблюдать за использованием самолетов в британской армии. По возвращении он рекомендовал создать авиационный корпус, особенно для разведки. В 1913 году начался набор и обучение первых южноафриканских военных пилотов в школе «Paterson Aviation Syndicate», после чего они проходили курс в Королевском лётном корпусе в Великобритании. 19 января 1915 года был официально создан Южно-Африканский авиационный корпус (SAAC).
Для кампании в Германской Юго-Западной Африке SAAC получил 4 самолета Henri Farman F-27 и 2 Blériot Experimental 2C (B.E.2c) Первые 4 самолета прибыли в Уолфиш-Бей 30 апреля 1915 года. Основной задачей авиации была воздушная разведка в поддержку наземных операций. В ходе кампании SAAC выполнил 14 разведывательных вылетов и несколько примитивных бомбардировочных миссий. Разведданные о перемещениях немецких войск позволяли командованию Союза эффективно маневрировать и в итоге окружить противника. После капитуляции германских сил в Юго-Западной Африке 9 июля 1915 года, SAAC был преобразован в 26-ю эскадрилью Королевских ВВС и переброшен для участия в кампаниях в Германской Восточной Африке и на Западном фронте.

### Авиация Японии
Первый опыт применения авиации Японией в боевых действиях во время войны произошел во время осады немецкой колонии Циндао в 1914 году. Японский флот включал первый в истории авианосец — «Вакамия Мару» с 4 гидросамолетами. Японские гидросамолеты, несмотря на их ограниченные возможности, активно использовались для воздушной разведки и бомбардировки немецких позиций. Хотя бомбардировки нанесли лишь ограниченный ущерб, операция в Циндао была одной из первых демонстраций потенциала авиации как нового вида оружия.
Несколько японских добровольцев сражались в рядах французских ВВС в качестве пилотов-истребителей, некоторые из них стали асами, такими как Сигэно Киётакэ. По возвращении в Японию они способствовали передаче авиационных технологий и развитию национальных ВВС.

## Внедрение новых технологий
В 1914 году ведущие страны мира начали использовать в войне авиационную технику которая не имела встроенного вооружения за исключением личного оружия пилотов (винтовка или пистолет). По мере того, как авиационная разведка все сильнее начинала сказываться на ходе боевых действий на земле, возникла необходимость в оружии, способном предотвращать попытки противника проникнуть в воздушное пространство. Быстро выяснилось, что огонь из ручного оружия в воздушном бою практически бесполезен.
В начале 1915 года, англичане и французы начали первыми ставить пулемётное вооружение на самолёты. Так как воздушный винт мешал обстрелу, первоначально пулемёты ставили на машины с толкающим винтом, расположенным сзади и не препятствующим ведению огня в носовой полусфере. Первым истребителем в мире стал британский Vickers F.B.5, специально построенный для воздушного боя с помощью закрепленного на турели пулемёта. Тем не менее, особенности конструкции самолётов с толкающим винтом в то время не позволяли развивать достаточно высоких скоростей, и перехват быстроходных разведчиков был затруднителен.
Спустя некоторое время, французы предложили решение проблемы стрельбы через винт: металлические накладки на нижние части лопастей. Пули, попадающие в накладки, отражались не повреждая деревянного пропеллера. Это решение оказалось не совсем удовлетворительным: во-первых, часть боеприпасов быстро расходовалась впустую из-за попадания части пуль в лопасти винта, во-вторых, удары пуль все же постепенно деформировали пропеллер. Тем не менее, даже за счёт таких неудовлетворительных мер, истребителям Антанты удалось получить временный перевес над авиацией Центральных Держав.
1 апреля 1915 года сержантом Ролланом Гарро на истребителе Morane-Saulnier L впервые был сбит самолет пулеметом, стреляющим через вращающийся винт самолета. Не повредить при этом винт позволили металлические отражатели, установленные на самолет Р. Гарро после визита фирмы Моран-Солнье. К маю 1915 года фирма «Фоккер» разработала удачную версию синхронизатора. Это устройство позволяло вести огонь через винт самолёта: механизм позволял пулемёту выстрелить только тогда, когда перед дулом не было лопасти. Синхронизатор впервые установили на истребитель Fokker E.I.
Появление в воздухе летом 1915 года эскадрилий германских истребителей, стреляющих через винт, оказалось для авиации Антанты полной неожиданностью: все её истребители имели устаревшую схему и уступали аппаратам Фоккера. С лета 1915 года по весну 1916 года, немцы доминировали в небе над Западным фронтом, обеспечив себе существенный перевес. Это положение стали называть «Бич Фоккера»
Только летом 1916 года, Антанте удалось восстановить положение. Поступление на фронт манёвренных лёгких бипланов английских и французских конструкторов, превосходивших в манёвренности ранние истребители Фоккера, позволило изменить ход войны в воздухе в пользу Антанты. Поначалу Антанта испытывала проблемы с синхронизаторами, поэтому обычно пулемёты истребителей Антанты того времени размещались над пропеллером, в верхнем бипланном крыле.
Немцы ответили появлением новых истребителей-бипланов Albatros D.II в августе 1916 года, и Albatros D.III в декабре, имевших обтекаемый фюзеляж типа полумонокок. За счёт более прочного, легкого и обтекаемого фюзеляжа, немцы придали своим машинам лучшие летные характеристики. Это позволило им вновь получить значительное техническое преимущество, и апрель 1917 года вошёл в историю как «кровавый апрель»: авиация Антанты вновь начала нести тяжёлые потери.
За апрель 1917, англичане потеряли 245 самолётов, 211 лётчиков были убиты или пропали без вести, а 108 были захвачены в плен. Немцы потеряли лишь 60 аэропланов в бою. Это наглядно продемонстрировало преимущество полумонококковой схемы над ранее применяемыми.
Ответ Антанты, тем не менее, был быстрым и эффективным. К лету 1917 года, появление новых истребителей Royal Aircraft Factory S.E.5, Sopwith Camel и SPAD, позволило восстановить положение дел в воздушной войне. Главным преимуществом Антанты стало лучшее состояние англо-французского двигателестроения. Кроме того, с 1917 года Германия начала испытывать жесткий дефицит ресурсов.
В итоге, к 1918 году, авиация Антанты добилась как качественного так и количественного превосходства в воздухе над Западным фронтом. Немецкая авиация более была не в силах претендовать более чем на временное достижение локального доминирования на участке фронта. В попытке переломить ситуацию, немцы пытались разработать новые тактические приёмы (так, например, во время летнего наступления 1918 года были впервые широко применены воздушные удары по аэродромам базирования, с целью уничтожить вражескую авиацию на земле), но подобные меры не могли изменить общей неблагоприятной ситуации.

## Тактика ведения авиационных боев в Первую мировую войну
В начальный период войны при столкновении двух самолётов бой велся из личного оружия или при помощи тарана. Впервые таран был применён 8 сентября 1914 года русским асом Нестеровым. В результате оба самолёта упали на землю. 18 марта 1915 года другой русский летчик впервые применил таран без падения собственного самолёта и успешно вернулся на базу. Такая тактика применялась в силу отсутствия пулемётного вооружения и его малой эффективности. Таран требовал от лётчика исключительной точности и хладнокровия, поэтому тараны Нестерова и Казакова оказались единственными в истории войны.
В боях позднего периода войны авиаторы пытались обойти самолёт противника сбоку, и, зайдя противнику в хвост расстрелять его из пулемёта. Эту тактику использовали и при групповых боях, при этом побеждал пилот проявивший инициативу; заставивший противника улетать. Стиль воздушного боя с активным маневрированием и стрельбой с ближней дистанции получил название «догфайт» («собачья драка») и до 1930-х доминировал в представлении о воздушной войне.
Особым элементом воздушного боя Первой мировой были атаки на дирижабли. Воздушные корабли (особенно жесткой конструкции) имели достаточно многочисленное оборонительное вооружение в виде турельных пулемётов, в начале войны практически не уступали самолётам скоростью, и обычно существенно превосходили скороподъемностью. До появления зажигательных пуль, обычные пулемёты оказывали очень слабое воздействие на оболочку дирижабля, и единственным способом сбить воздушный корабль было пролететь прямо над ним, сбросив на киль корабля ручные гранаты. Несколько дирижаблей было сбито, но в целом, в воздушных боях 1914—1915 годов дирижабли обычно выходили победителями из встреч с самолётами.
Положение поменялось в 1915 году, с появлением зажигательных пуль. Зажигательные пули позволяли воспламенить смешивающийся с воздухом вытекающий через пробитые пулями отверстия водород, и вызвать уничтожение всего воздушного корабля.
Свои особенности имела и тактика русской авиации.

## Тактика бомбардировочных операций
В начале войны, ни одна страна не имела на вооружении специализированных авиационных бомб. Германские цеппелины проводили первые бомбардировочные вылеты в 1914 году, используя обычные артиллерийские снаряды с приделанными матерчатыми плоскостями, самолёты сбрасывали на позиции противника ручные гранаты. Позднее были разработаны специальные авиационные бомбы. В ходе войны наиболее активно применялись бомбы весом от 10 до 100 кг. Наиболее тяжёлыми авиационными боеприпасами, примененными в годы войны, были сначала 300-килограммовая немецкая авиабомба (сбрасываемая с цеппелинов), 410-килограммовая русская авиабомба (применяемая бомбардировщиками «Илья Муромец») и 1000-килограммовая авиабомба, примененная в 1918 году по Лондону с германских многомоторных бомбардировщиков «Цеппелин-Штаакен».
Приспособления для бомбометания в начале войны были очень примитивны: бомбы сбрасывались вручную по результатам визуального наблюдения. Усовершенствование зенитной артиллерии и возникшая в результате этого необходимость в увеличении высоты и скорости бомбардировки повлекли за собой создание телескопических бомбовых прицелов и электрических бомбодержателей.
Помимо авиабомб, развивались и другие виды авиационного оружия. Так, всю войну аэропланами успешно применялись метательные стрелки-флешетты, сбрасываемые на пехоту и кавалерию противника. В 1915 году, английский флот впервые успешно применил во время Дарданельской операции торпеды, запускаемые с гидросамолётов. В конце войны, были начаты первые работы по созданию управляемых и планирующих авиабомб.
Число дневных бомбардировок французских ВВС было следующим. А) Цели, удаленные от фронта не далее 30 км: в 1915 г. – 18; в 1916 г. – 9; в 1917 г. (до августа) – 2; с сентября 1917-го г. до 21-го марта 1918 г. – 26; с 21-го марта 1918 г. до перемирия – 6. Соответственно, всего – 61 бомбардировка. А) Цели, удаленные от фронта не далее 60 км: в 1915 – августе 1917-го гг. – 15; в сентябре 1917 – ноябре 1918 гг. – 11. Итого – 26 налетов. В) По целям, расположенным на удалении, большем, чем 100 км - лишь 6 налетов, относящихся к периоду до сентября 1917 г.

## Противодействие авиации
После начала войны стали появляться специальные зенитные орудия и пулемёты. Сначала они представляли собой горные пушки с увеличенным углом возвышения ствола, затем, по мере возрастания угрозы, были разработаны специальные зенитные орудия, способные послать снаряд на большую высоту. Появились как стационарные батареи, так и подвижные, на автомобильной или кавалерийской базе и даже зенитные части самокатчиков. Для ночной зенитной стрельбы активно применялись зенитные прожектора.
Особое значение приобрело раннее предупреждение о воздушном нападении. Время подъема самолётов-перехватчиков на большую высоту в Первую мировую было значительным. Чтобы обеспечить предупреждение о появлении бомбардировщиков, начали создаваться цепи постов передового обнаружения, способных обнаружить вражеские самолёты на значительном расстоянии от их цели. К концу войны начались эксперименты с звуколокацией, обнаружением самолётов по шуму моторов.
Наибольшее развитие в Первую мировую получила противовоздушная оборона Антанты, вынужденная бороться с германскими налётами на свои стратегические тылы. К 1918 году, в ПВО центральных районов Франции и Великобритании находились десятки зенитных орудий и истребителей, сложная сеть связанных телефонными проводами постов звуколокации и передового обнаружения. Тем не менее, обеспечить полную защиту тылов от воздушных нападений не удавалось: и в 1918 году германские бомбардировщики совершали налёты на Лондон и Париж. Опыт Первой мировой в плане противовоздушной обороны был подытожен в 1932 году Стэнли Болдвином во фразе «бомбардировщик всегда найдет дорогу» («The bomber will always get through»).
Противовоздушная оборона тылов Центральных Держав, не подвергавшихся существенным стратегическим бомбардировкам, была намного слабее развита и к 1918 году находилась, по сути дела, в зачаточном состоянии.